# Sarkandaugava
Sarkandaugava es un barrio de la ciudad de Riga, Letonia.

## Superficie
Posee una superficie de 7,596 kilómetros cuadrados (759,6 hectáreas).

## Población
Hasta 2021 presentaba una población de 16 022 habitantes, con una densidad de población de 2109,2 habitantes por kilómetro cuadrado.

## Transporte

### Rutas
- Autobús: 2, 11, 24, 48, 49, 58.[1]
- Trolebús: 3.[1]
- Tranvía: 5.[1]
- Autobús expreso: 300.[1]